# Autobahnknoten Poznań-Komorniki
Der Autobahnknoten Poznań-Komorniki (polnisch: Węzeł autostradowy Poznań-Komorniki) liegt südwestlich der polnischen Stadt Poznań in der Woiwodschaft Großpolen. Er verbindet die polnische Autobahn A2, der Schnellstraßen S5, S11 sowie die Woiwodschaftsstraßen 196 und 311 miteinander.

## Geschichte
Der Bau des Knotens erfolgte im Jahr 2003 zusammen mit dem Bau des Abschnittes der A2 zwischen den Knoten Poznań-Komorniki und Poznań-Krzesiny. Bis zum 3. Juni 2012 stellte dieser Knoten das westliche Ende der Südumgehung Posens dar, aktuell ist dies aber der Knoten Poznań-Zachód.

## Aktueller Stand
Folgende Richtungen stehen zur Auswahl:
- Autobahn A2, Schnellstraße S5 und Schnellstraße S11 in westlicher Richtung bis zum Poznań-Zachód
- Autobahn A2, Schnellstraße S5 und Schnellstraße S11 in östlicher Richtung bis zum Poznań-Krzesiny
- Woiwodschaftsstraße 311 in südlicher Richtung bis Piotrowice Pierwsze
- Woiwodschaftsstraße 196 in nördlicher Richtung bis zum Stadtzentrum Posens

## Sonstiges
Der Knoten hieß ursprünglich nur Autobahnknoten Komorniki und wurde aufgrund des Ortes Komorniki so benannt. Im Jahr 2012 wurde der Name in Autobahnknoten Poznań-Komorniki geändert. Das Schema des Knotens ist das Kleeblatt. Der Knoten besteht aus einem Brückenbauwerk.